# Maryann Plunkett
Maryann Plunkett (nascida em Lowell, 1953) é uma atriz e cantora estadunidense. Em 1987, ganhou o Tony Award de melhor atriz em musical por sua atuação como "Sally Smith" em Me and My Girl. Plunkett apareceu nos telefilmes The Littlest Victims (1989) e Breaking the Silence (1992), e em longas-metragens como Claire Dolan (1998) e A Grande Virada (2010).